# Крабтри, Джеральд
Дже́ральд Кра́бтри (англ. Gerald R. Crabtree; род. 18 декабря 1946, США) — американский биолог. Труды в основном посвящены биологии развития и клеточной биологии . 

## Исследования
В 2012 году выдвинул гипотезу, что роль естественного отбора уменьшается уже несколько тысяч лет из-за перехода к земледелию и урбанизации. Это приводит к накоплению мутаций, ухудшению умственного и эмоционального развития . Это следует из разработанной математической модели, адекватность которой не проверена из-за отсутствия возможности провести эксперимент . Эта гипотеза противоречит эффекту Флинна, но объясняется изменением типа задач, а не увеличением интеллекта .

## Критика
Генетик Кевин Митчелл (Тринити-колледж (Дублин)) считает, что естественный отбор всё же будет препятствовать резкому спаду умственных способностей .
Антрополог Робин Данбар (Оксфордский университет), предложивший число Данбара, считает, что в современном обществе необходимость принимать решения и поддерживать отношения способствует развитию мозга .
Писатель Эндрю Браун считает, что подобные идеи уже описывались ранее .

## Награды
В число наград входят:
- Thomson Reuters Citation Laureates (2006).

Является членом Национальной академии наук США (1997) .